# Renaissance sportive de Berkane (féminines)
Cet article traite de l'équipe féminine. Pour l'équipe masculine, voir Renaissance sportive de Berkane.
Actualités
Dernière mise à jour : 8 mai 2024.
La Renaissance sportive de Berkane (en arabe : النهضة الرياضية البركانية), appelée couramment RSB, est un club de football féminin marocain évoluant en première division et basé dans la ville de Berkane. Son équipe senior accueille ses matchs à la RSB Academy, annexe du Stade municipal de Berkane.

## Histoire
La section féminine de la Renaissance sportive de Berkane voit le jour au cours de l'année 2020 et évolue les deux premières saisons dans le championnat régional de la Ligue Orientale. Après deux années passées en deuxième division, l'équipe parvient à accéder à l'élite du football féminin marocain à l'issue de la saison 2023-2024 en terminant première de la poule nord. Le club remporte le championnat de deuxième division après sa victoire contre le champion de la poule sud, la Renaissance Zemamra (3-2).
En Coupe du Trône, la Renaissance de Berkane est parvenue à se hisser jusqu'en demi-finale de l'édition 2021-2022, s'inclinant face à l'AS FAR (2-1). Soit son meilleur parcours dans la compétition depuis la fondation de l'équipe féminine.

## Palmarès
Le tableau ci-dessous dresse le palmarès du club :
| Compétitions nationales | Compétitions régionales                                                 |
| - Championnat du Maroc D1 : - Vice-champion : 2024-25 - Championnat du Maroc D2 (1) : - Champion : 2023-24 - Coupe du Trône : - Demi-finaliste : 2021-22 | - Championnat de la Ligue Orientale (2) : - Champion : 2020-21, 2021-22 |

### Entraîneurs
Le tableau suivant liste les entraîneurs de l'équipe depuis la fondation de la section féminine :
| # | Nom                         | Période   |
| - | --------------------------- | --------- |
| 1 | Hafid Fakoul                | 2020-2021 |
| 2 | Hassane Belafkih El Idrissi | 2021-2023 |
| 3 | Christophe Capian           | 2023-0000 |